# Esselegue
Esselegue est un village du Cameroun situé dans la région de l'Est et le département du Lom-et-Djérem. Il fait partie de l'arrondissement (commune) de Bélabo.

## Population
En 1966-1967, Esselegue comptait 421 habitants, principalement des Bobilis. Lors du recensement de 2005, on y a dénombré 258 personnes.

## Infrastructures
Esselegue dispose d'une école catholique.

## Personnalités nées à Esselegue
- Jean Bosco Samgba (1954-2005), ingénieur des eaux et forêts et ancien ministre